# Electronic Program Guide

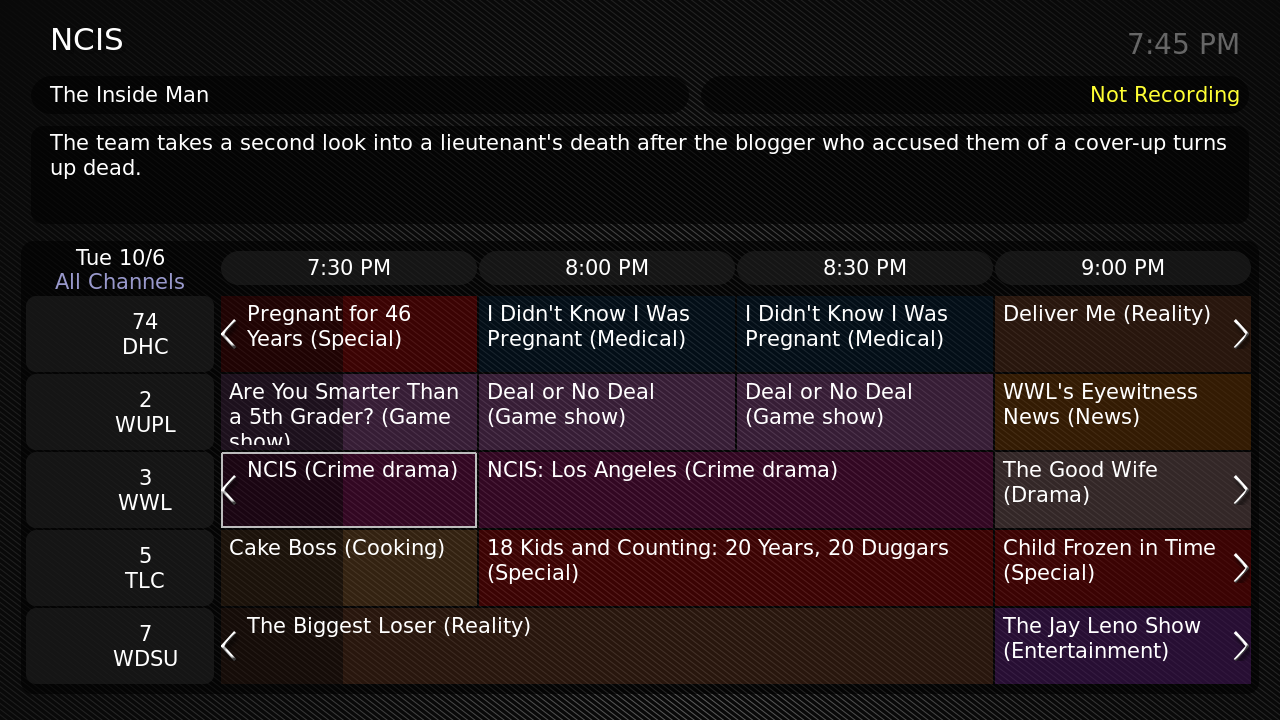
EPG Myth Ubuntu

EPG je anglická zkratka Electronic Program Guide (Elektronický programový průvodce) označující standardní doplňkovou službu digitálního televizního vysílání. Jde o televizní program vysílaný v rámci každého digitálního multiplexu doplněný o podrobné informace o pořadech.
Divák s moderním televizorem může EPG využít pro nastavení přepnutí/zapnutí zvoleného pořadu, v kombinaci s PVR i nahrávání. Z tohoto pohledu tak nahrazuje často vypadávající analogové synchronizování s teletextem. Program pořadů je vysílán většinou na 24 hodin dopředu, může být však i na týden, či 14 dní.